# Lutherhaus und Pfarrhaus (Kötzschenbroda)
Das Lutherhaus am Anger von Altkötzschenbroda im sächsischen Radebeul-West ist das Kirchgemeindehaus der evangelisch-lutherischen Friedenskirche. Im rechten Winkel angebaut steht das ältere Pfarrhaus der Friedenskirche. Der dadurch gebildete Pfarrhof wird zum Anger und zur Kirche von einer Bruchsteinmauer mit Tor und Pforte abgeschlossen. Beide Gebäude sind als Kulturdenkmal eingestuft.

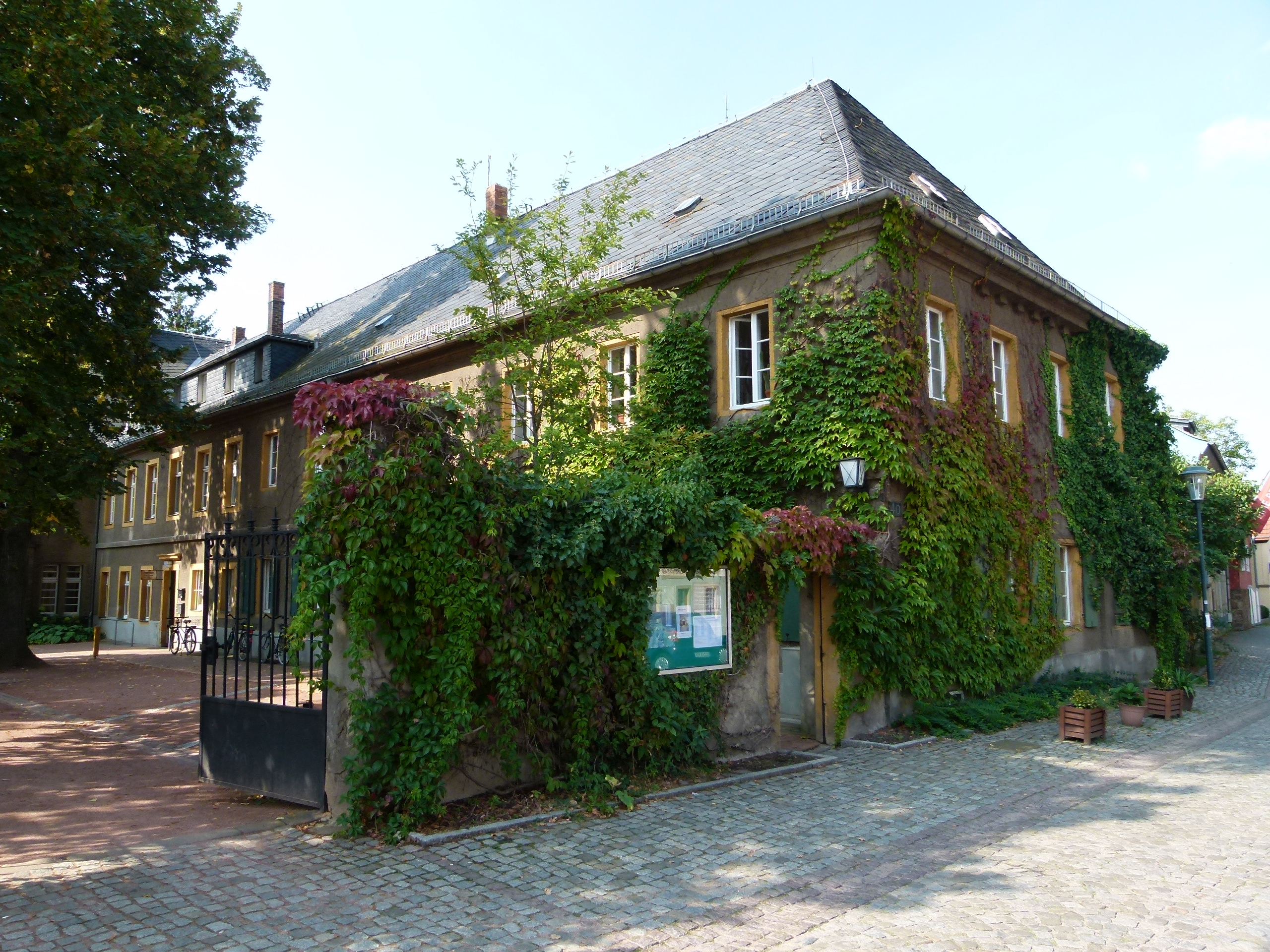
Pfarrhaus in Kötzschenbroda mit Einfriedungsmauer, im Boden neben dem Blumenkübel ist die Gedächtnisplatte an den Waffenstillstand mit Schweden eingelassen

Im Pfarrhaus wurde 1645 der Waffenstillstand von Kötzschenbroda mit den Schweden unterzeichnet, der den Sachsen das Ende des Dreißigjährigen Kriegs brachte.
Das Pfarrhaus stand nicht nur zu DDR-Zeiten ab 1979 unter Denkmalschutz, sondern wurde bereits 1904 von Gurlitt als Kunstdenkmal inventarisiert.

## Beschreibung

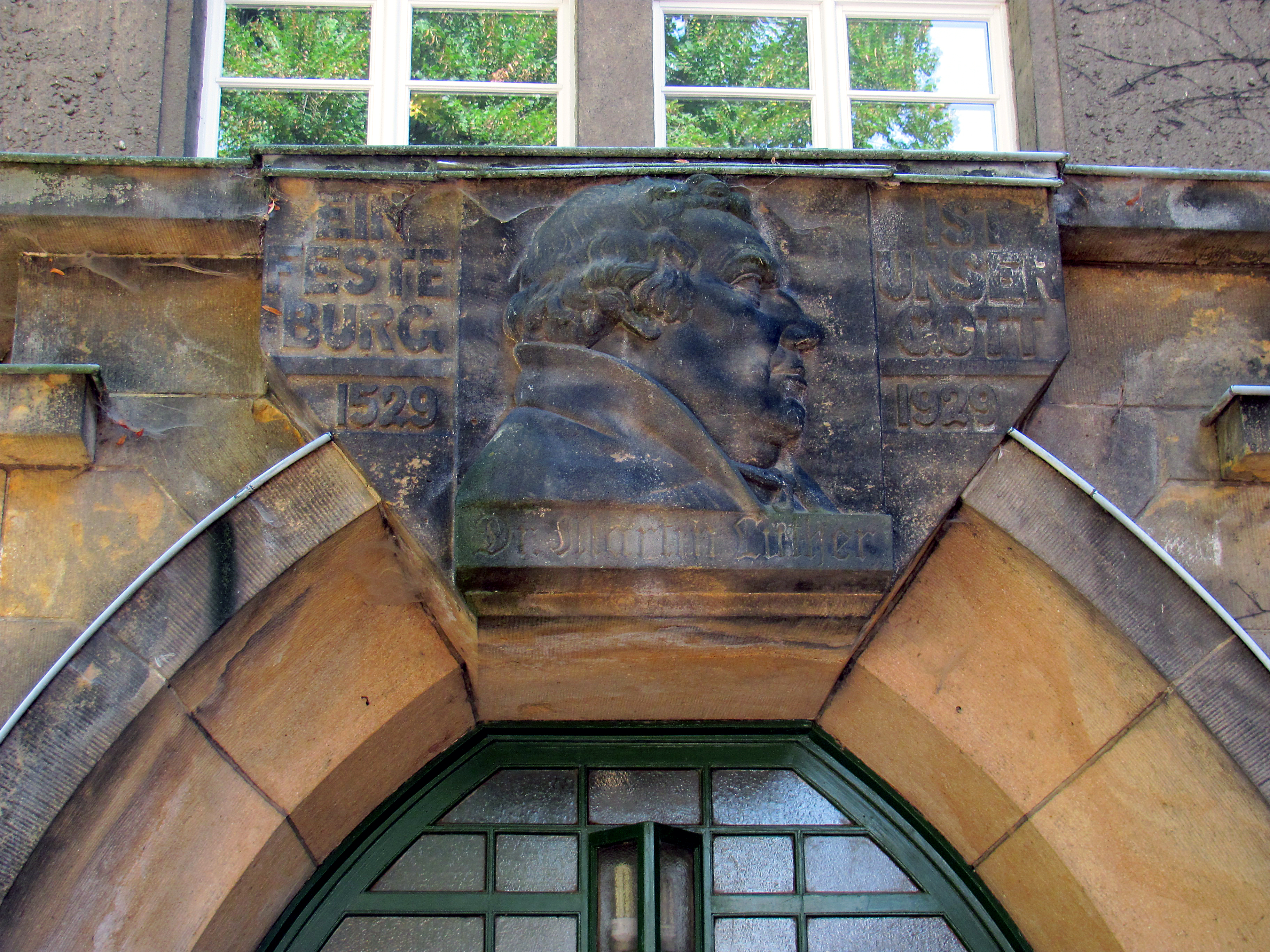
Lutherrelief von Burkhart Ebe über der Eingangstür zum Luthersaal

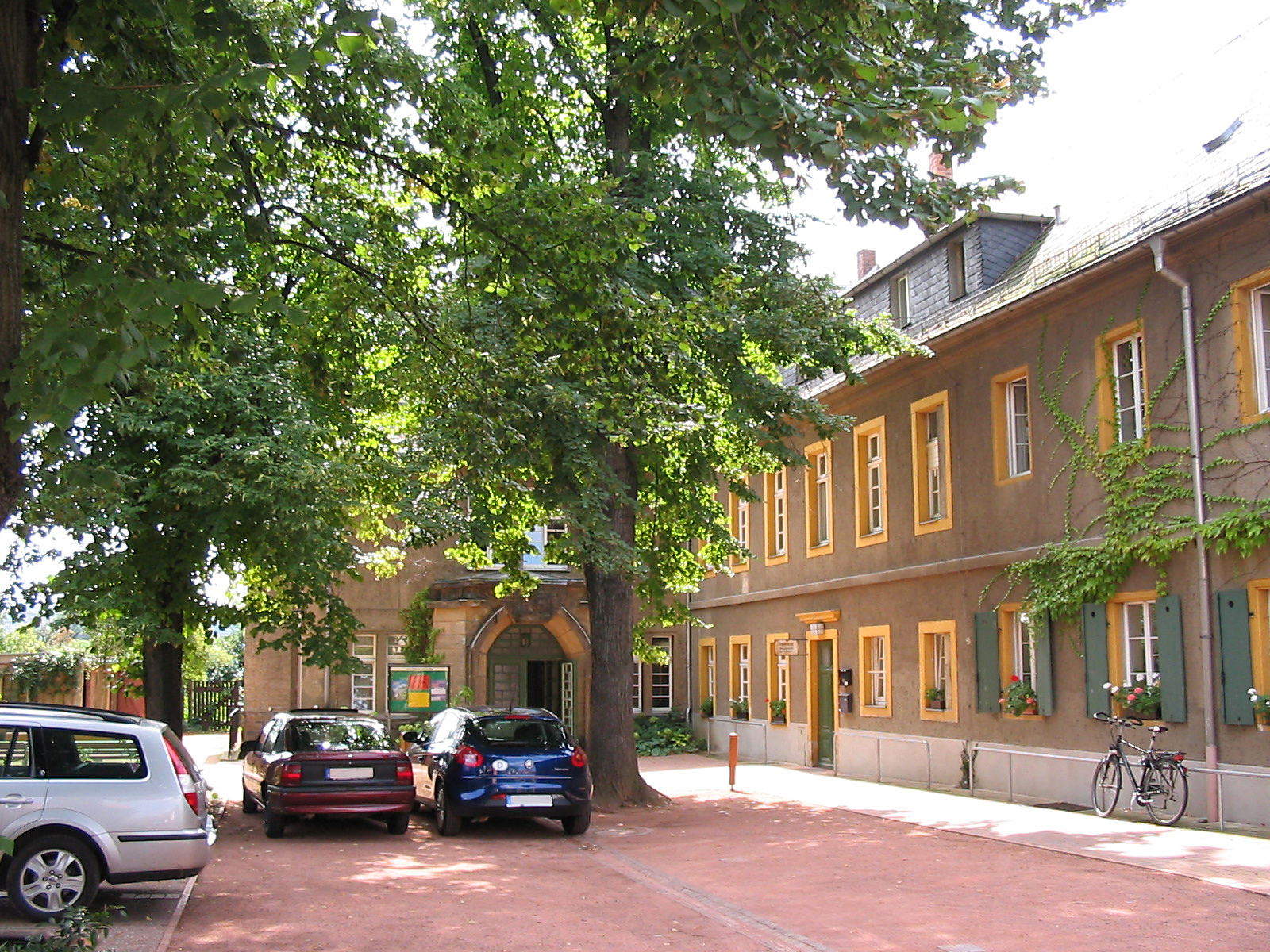
Pfarrhaus (re.) und Lutherhaus (hi.) in Kötzschenbroda, vom Pfarrhof aus

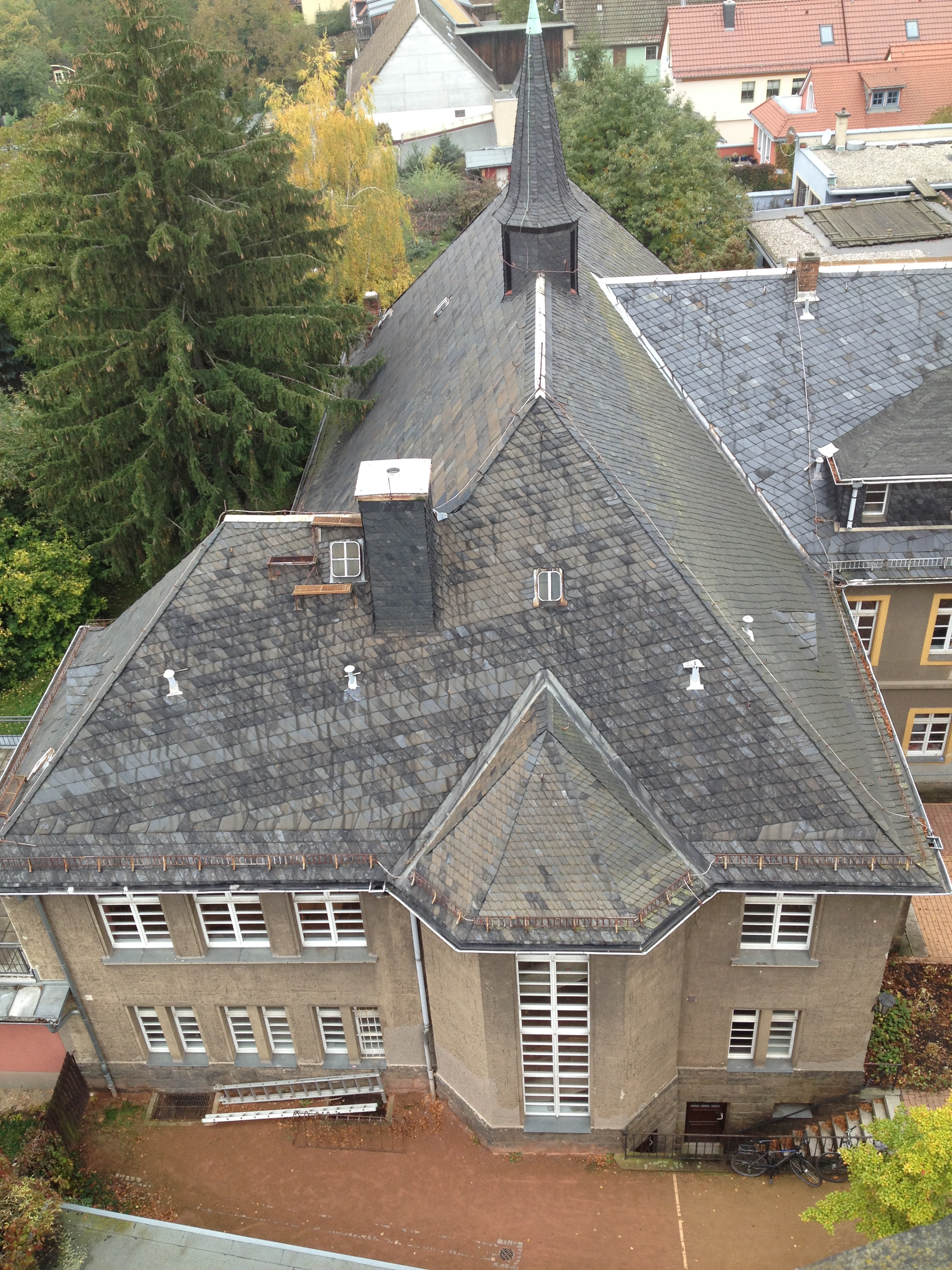
Lutherhaus, vom Turm der Friedenskirche aus; nach rechts das Pfarrhaus

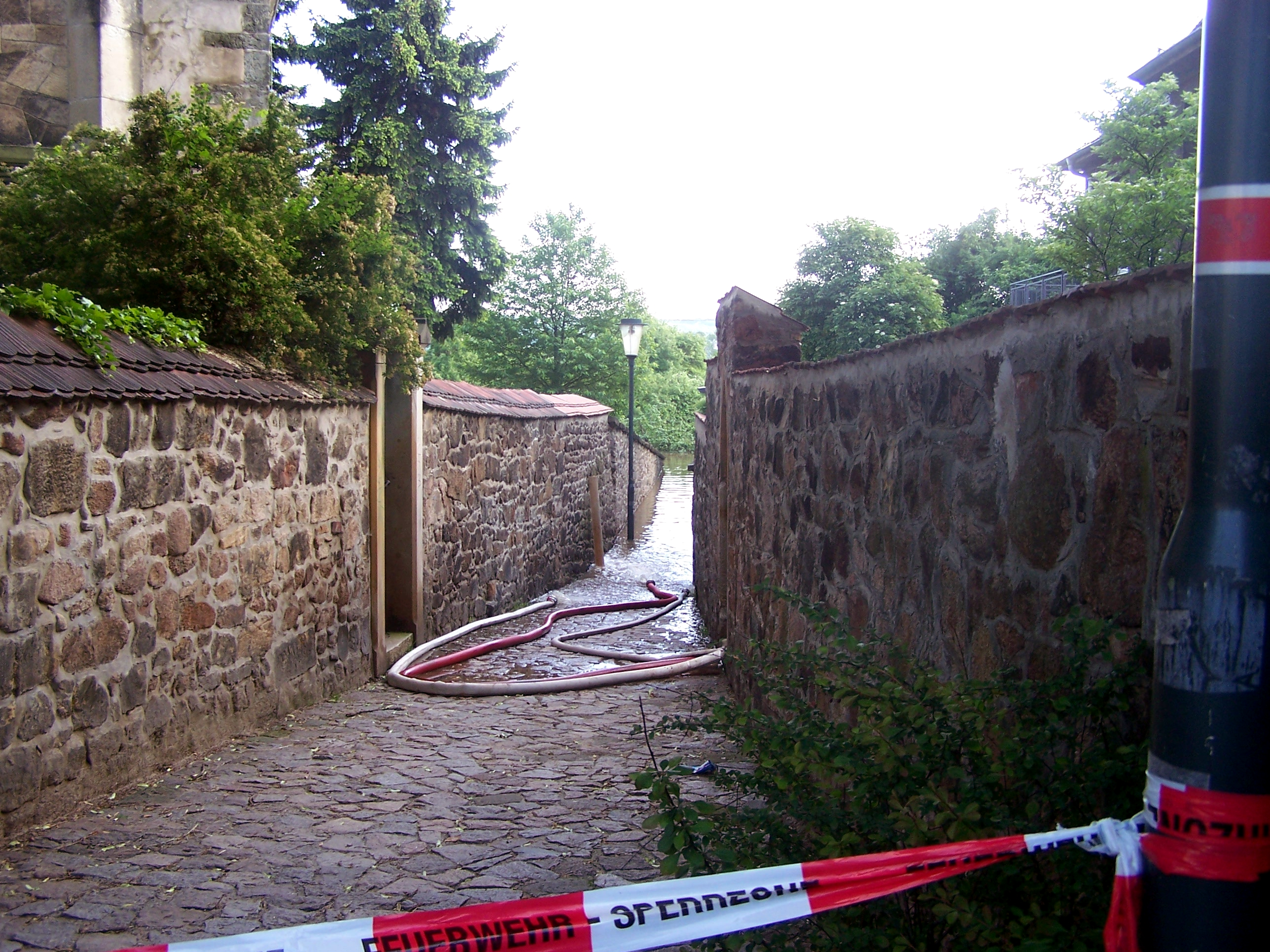
Elbhochwasser 2013 zwischen Kirche (links) und Lutherhaus

Das ältere Pfarrhaus steht direkt mit seiner Schmalseite am Anger. Das zweigeschossige, einfach gegliederte Haus entstand 1824, im Jahr der Emeritierung des langjährigen Pfarrers Johann Samuel Gottlob Flemming, über den erhaltenen Kellergewölben des Vorgängerbaus. Es wurde 1890 in Richtung Elbe erweitert und in den 1920er Jahren umgebaut.
Im Vorgängerbau des Pfarrhauses wurde 1645 unter dem Gastgeber Pfarrer Augustin Prescher der Waffenstillstand von Kötzschenbroda zwischen dem sächsischen Kurfürsten Johann Georg I. und dem schwedischen General Lennart Torstensson geschlossenen, der für Sachsen den Dreißigjährigen Krieg beendete. Der Holztisch, an dem der Legende zum Schwedentisch nach der Waffenstillstand unterschrieben worden sein soll, steht heute in der benachbarten Friedenskirche.
Das repräsentative Lutherhaus entstand 1928/1929 durch die Gebrüder Kießling. Es wird durch einen Eingangsvorbau aus Sandstein betreten, über dessen Tür sich auf dem Schlussstein ein Porträt von Martin Luther, das Lutherrelief, des Radebeuler Bildhauers Burkhart Ebe nebst den Jahreszahlen 1529 und 1929 befindet. Seitlich am Gebäude befindet sich ein polygonaler Treppenhausvorbau. Ebenso wie das Pfarrhaus hat das Lutherhaus ein schiefergedecktes Walmdach, ergänzt durch einen Dachreiter.
Im Inneren befindet sich im ersten Stock als Gemeindesaal der Luthersaal, der beheizt im Winter auch für Gottesdienste benutzt wird. Dieser hat, durch die Baufirma Johannes Eisold ausgeführt, eine diagonal ausgebildete, sichtbare Holzlamellen-Innendecke nach dem System des Zollingerdachs. Diese bildet eine weite spitzbogige Tonne. Das Dach mit seinen Lamellen wirkt besonders durch seine Farbfassung in Blau-, Rot- und Goldtönen. Der Saal wird durch eine spitzbogige Apsis abgeschlossen, in der sich ein ebenfalls spitzbogiges Apsisfenster befindet. Dessen Farbverglasung „Auferstanden“ zeigt eine Darstellung des auferstandenen Jesus; der Entwurf dazu stammt von dem Dresdner Sezessionisten Hans Jüchser aus dem Jahr 1952.
Zum 350sten Jahrestag des Waffenstillstands von Kötzschenbroda im Jahr 1995 wurde vom verein für denkmalpflege und neues bauen radebeul eine Gedenktafel gestiftet, um an das Ereignis zu erinnern. Vor dem Pfarrhaus auf dem Anger in den Boden eingelassen, ist sie heute Bestandteil des neugestalteten Friedenskirchvorplatzes.

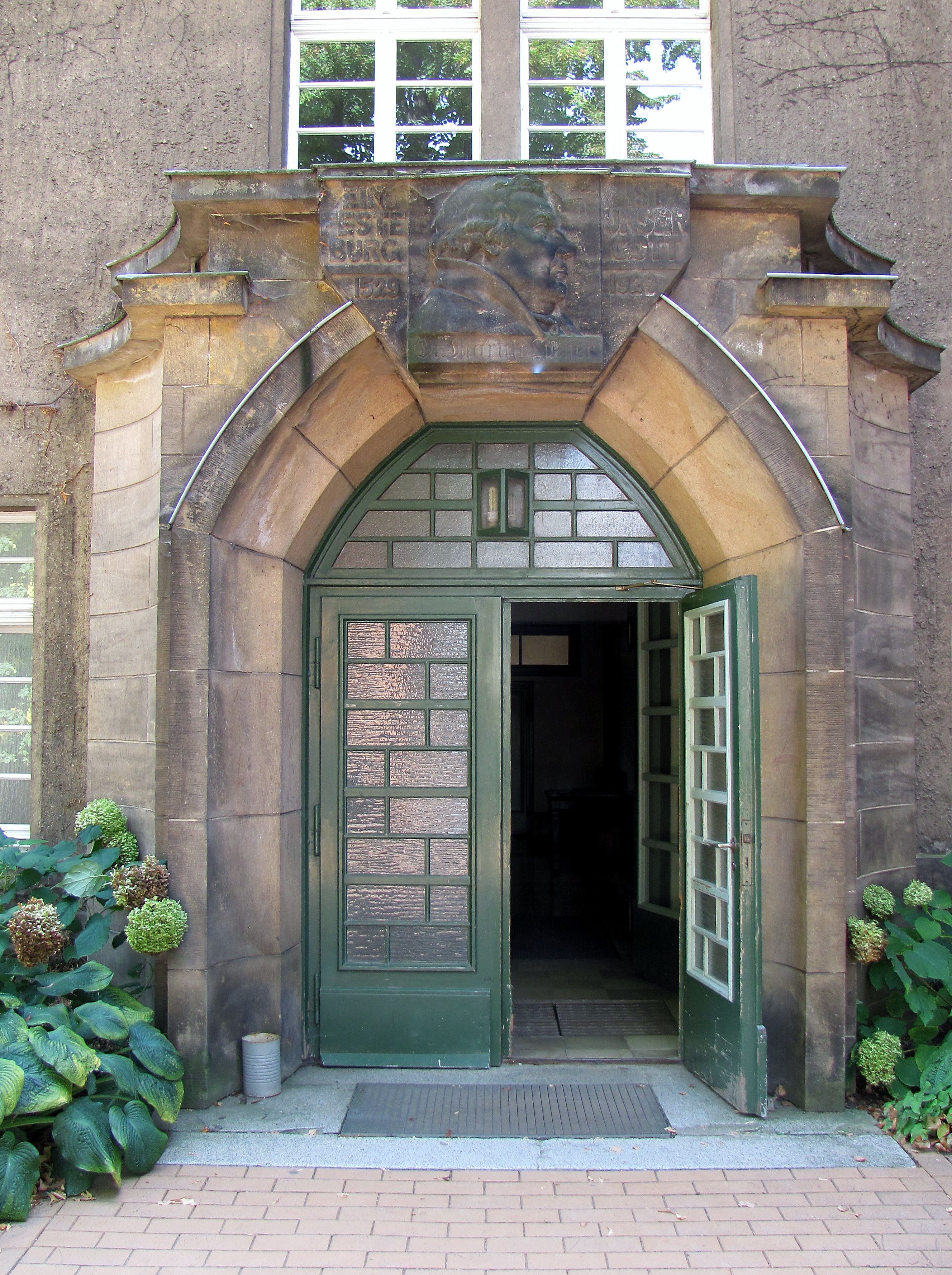
Eingangstür zum Luthersaal mit Lutherrelief
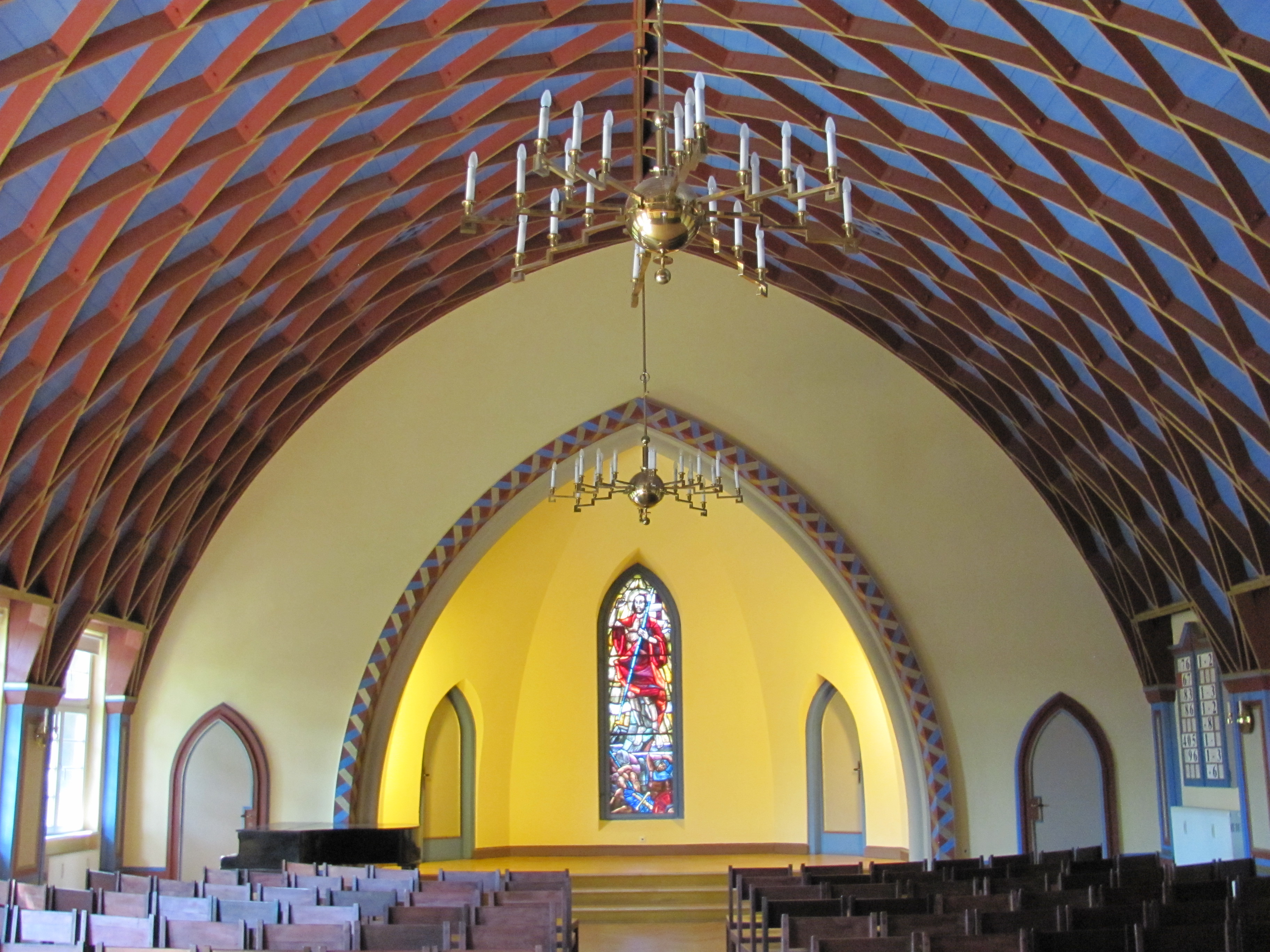
Luthersaal: Westseite mit Apsis
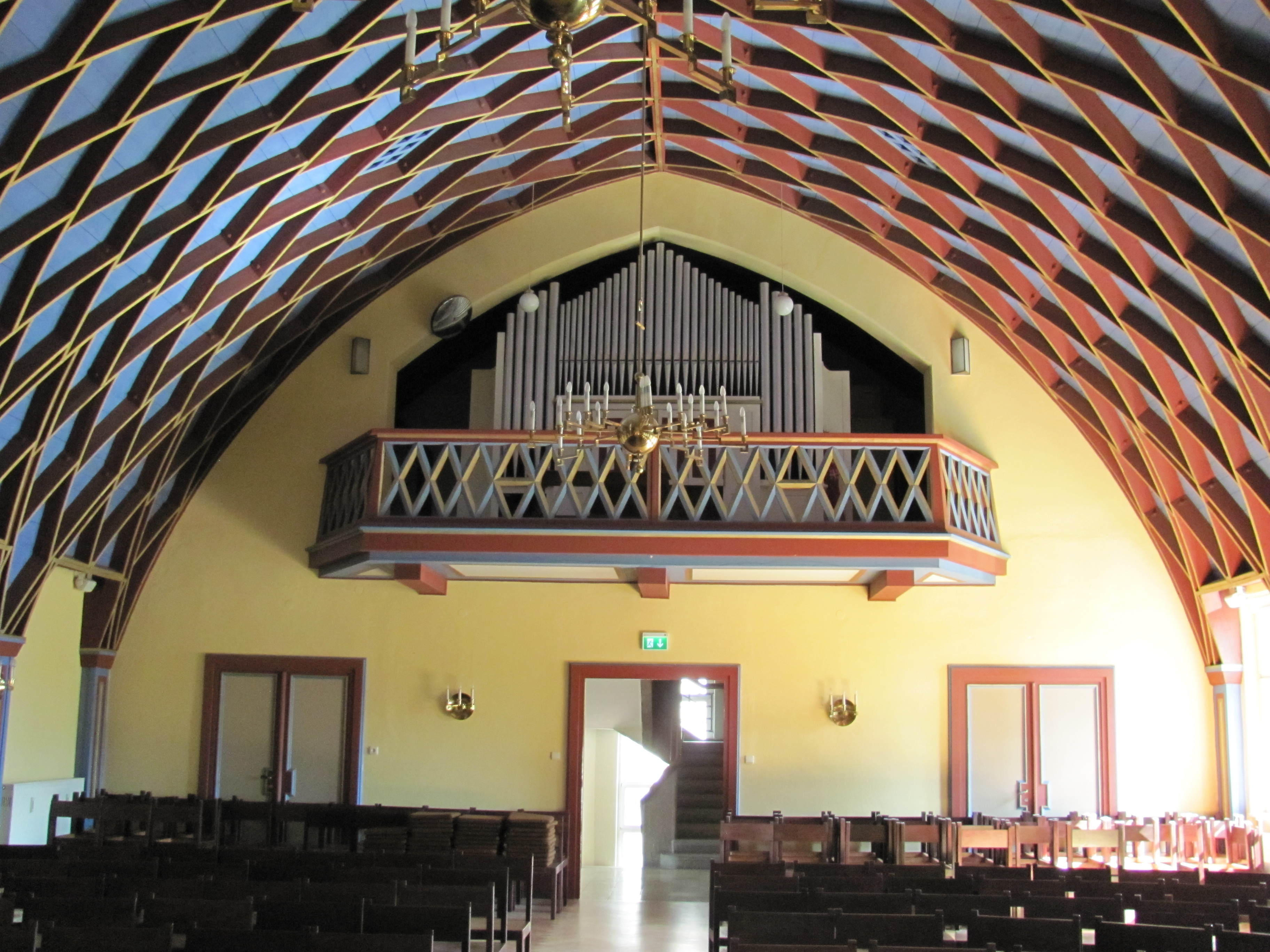
Eingangsseite mit Orgelempore
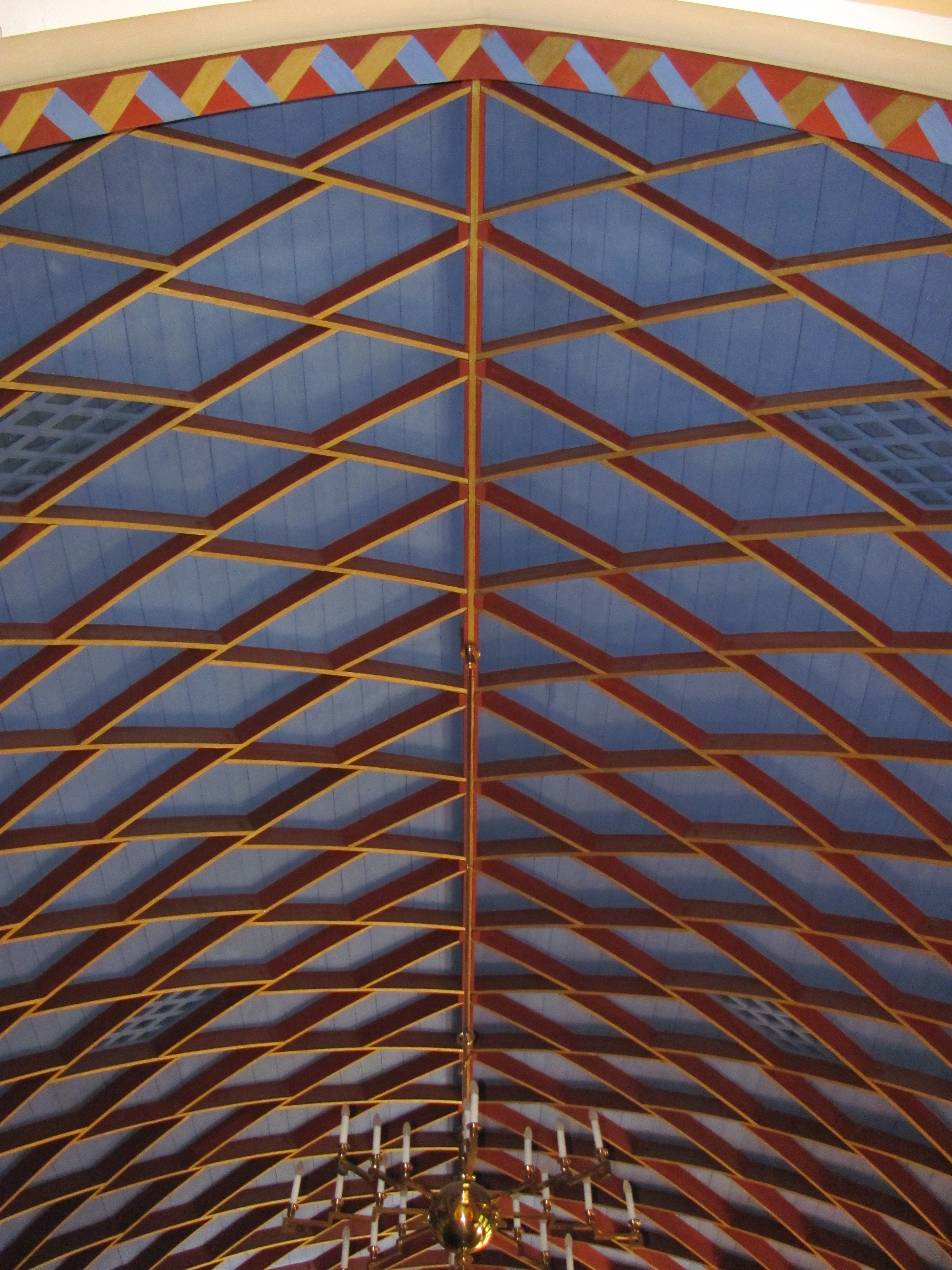
Decke als Zollinger-Konstruktion
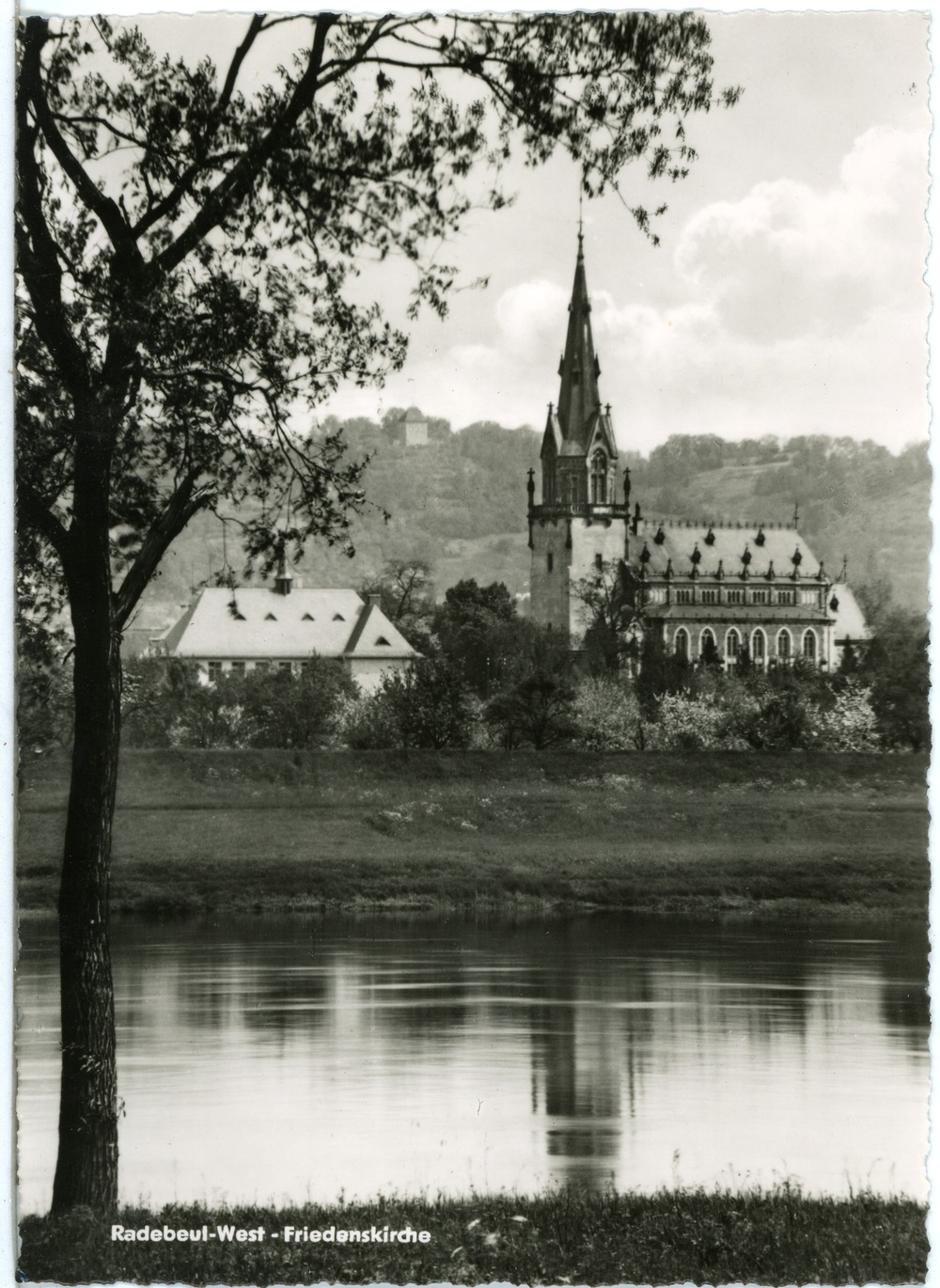
Elbseite von Lutherhaus und Friedenskirche (1929)

## Geschichte des Pfarrguts

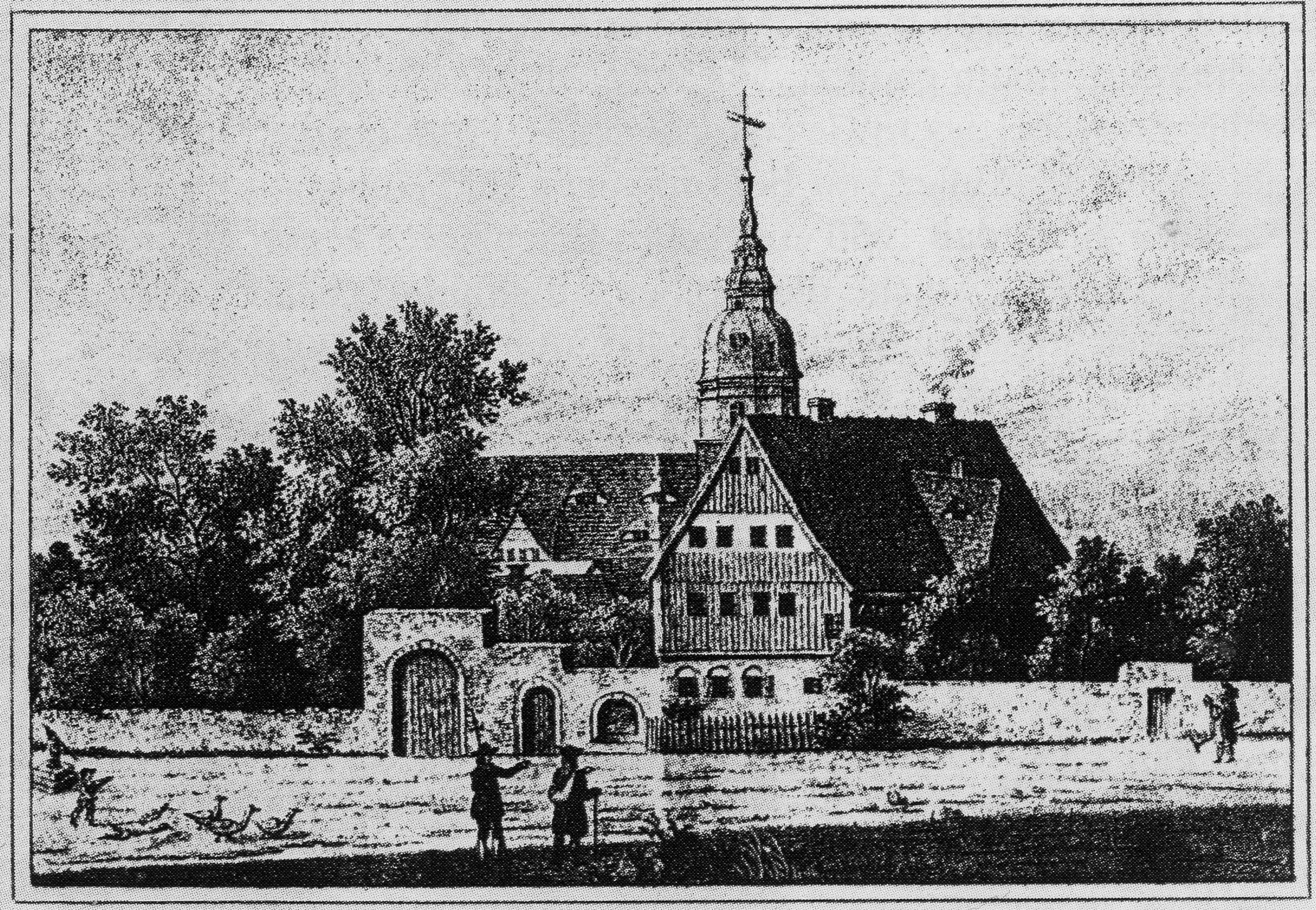
Pfarrhaus zu Kötzschenbroda, Lithografie von 1845 zur Zweihundertjahrfeier des Waffenstillstands mit den Schweden

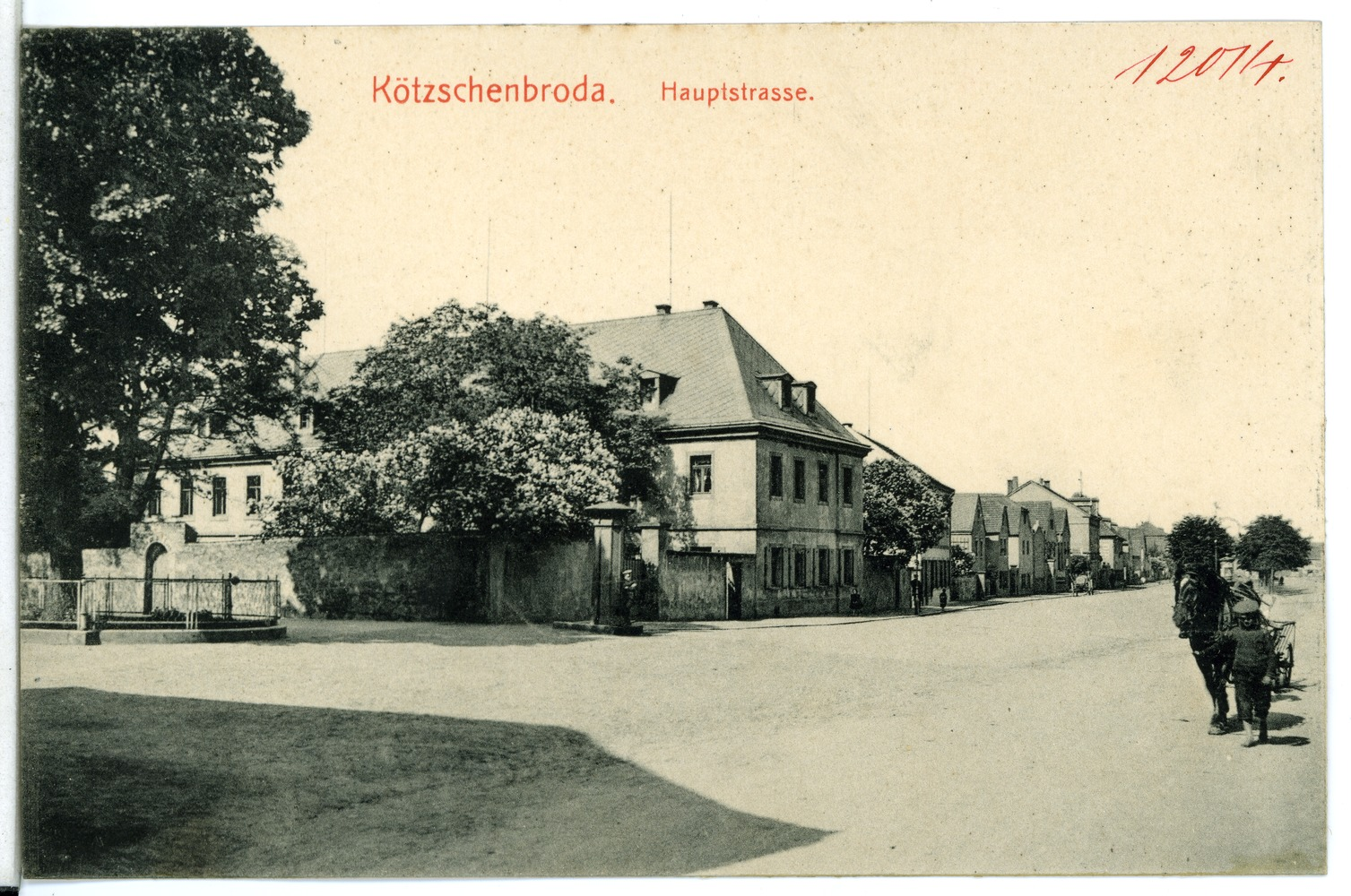
Pfarrhaus (1910) mit Einfriedungsmauer, Toreinfahrt und Pforte, davor der öffentliche Brunnen auf dem Anger (damals als Hauptstraße gewidmet)

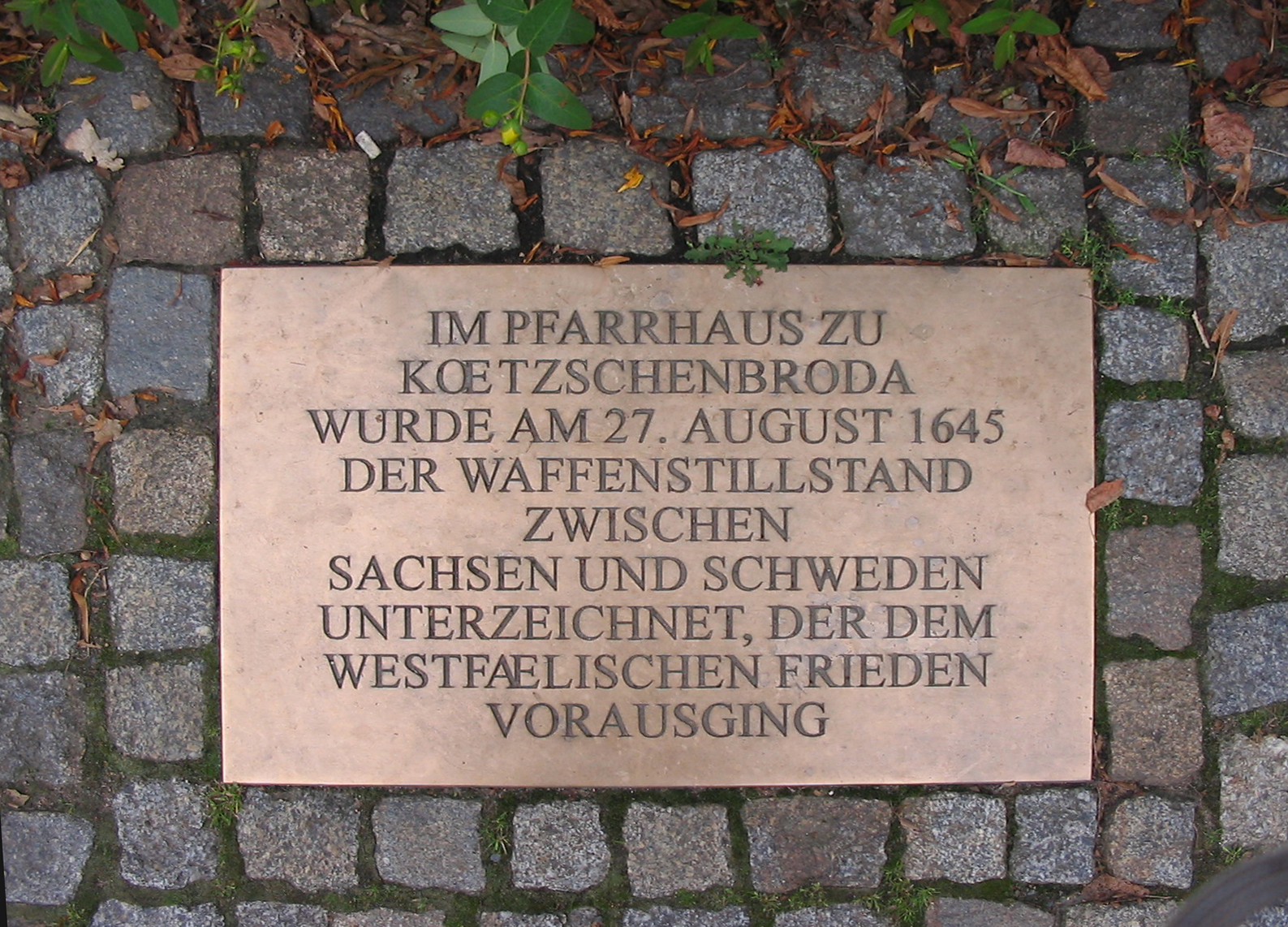
Die im Boden eingelassene Gedenktafel

Das Pfarrhaus, dessen Geschichte eng mit den Ereignissen um die Kötzschenbrodaer Kirche verbunden ist, war nicht nur Wohnhaus des jeweiligen Pfarrers, sondern auch Gutshaus ausgedehnter Ländereien. So bestand das Pfarrgut selbst aus einer Hufe Ackerland, hinzu kamen vier Wiesen, zwei Weinberge sowie das sogenannte Pfarrholz, ein Stück Wald im Kötzschenbrodaer Tännicht.
Der Gutshof des Pfarrguts wurde mehrfach durch Kriegseinwirkungen oder Brände zerstört, so 1429 durch die Hussiten, 1598 und 1637 durch die Schweden. Im Neubau nach 1637 wurde der Waffenstillstandsvertrag mit den Schweden unterzeichnet.
In der ersten Hälfte des 19. Jahrhunderts wurde das Pfarrgut aufgelöst, und die Weinberge wurden 1846 verkauft. 1853 wurden die Wirtschaftsgebäude abgetragen, wodurch der heutige weitläufige Pfarrhof entstand. Das Pfarrhaus selbst hatte laut Lithografie von 1845 noch ein Satteldach, während es heute ein Walmdach trägt.
Noch 2016, 20 Jahre nach seiner Gründung, beherbergte das Pfarrhaus im Erdgeschoss die Räume des Radebeuler NOTschriften-Verlags. Im Jahr 2021 ist der Verlag in Räumlichkeiten im Haus der Apotheke zu Kötzschenbroda in der Bahnhofstraße umgezogen.
Im Jahr 2012 wurde der Luthersaal mit Zollingerdach und im Vorjahr restaurierten Wänden zum Tag des offenen Denkmals der Öffentlichkeit präsentiert. Im Folgejahr 2013 erreichte das Elbhochwasser die elbseitigen Umfriedungen von Lutherhaus und Friedenskirche und drang bis auf die Freiflächen vor. Das Wasser wurde abgepumpt, die Gebäude selbst blieben unbeschädigt.